# Marisa cornuarietis

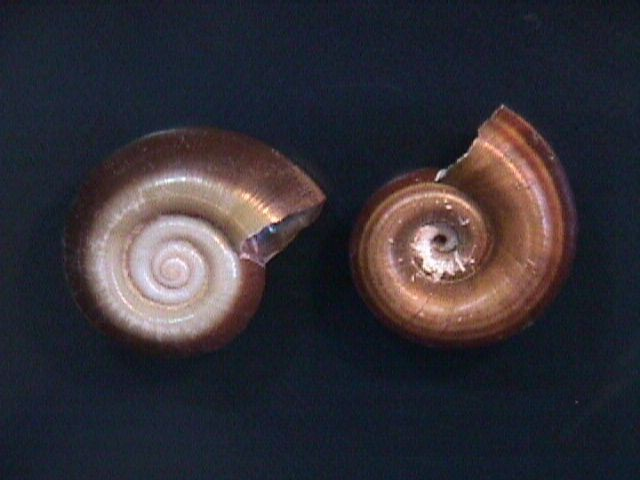
Marisa cornuarietis.

Marisa es un género de moluscos gasterópodos de la familia
Ampullariidae (o Pilidae). Son caracoles prosobranquios dulceacuícolas de la familia Ampullariidae (o Pilidae) originarios del norte de América del Sur conocido como caracol cuerno de carnero gigante (giant ramshorn snail en inglés) y caracoles colombianos. 
El género está constituido por una única especie Marisa cornuarietis que, como miembro de la familia Ampullariidae, presenta “ampulla”, posee branquias para respiración acuática y un pulmón para la respiración aérea. El sifón es más corto que en otros ampuláridos.

## Taxonomía y sistemática
Taxonómicamente la Marisa cornuarietis es una especie descrita por el naturalista sueco Carlos Linneo como Helix cornuarietis en su obra “Systema Naturae” en 1758, y Marisa es un género molusco, gastropodo de la familia Ampullariidae (o Pilidae) descrito por J. E. Gray en su artículo “"Zoological notices. On some new species of Ampullariidae"”, en 1824.

## Bibliografía

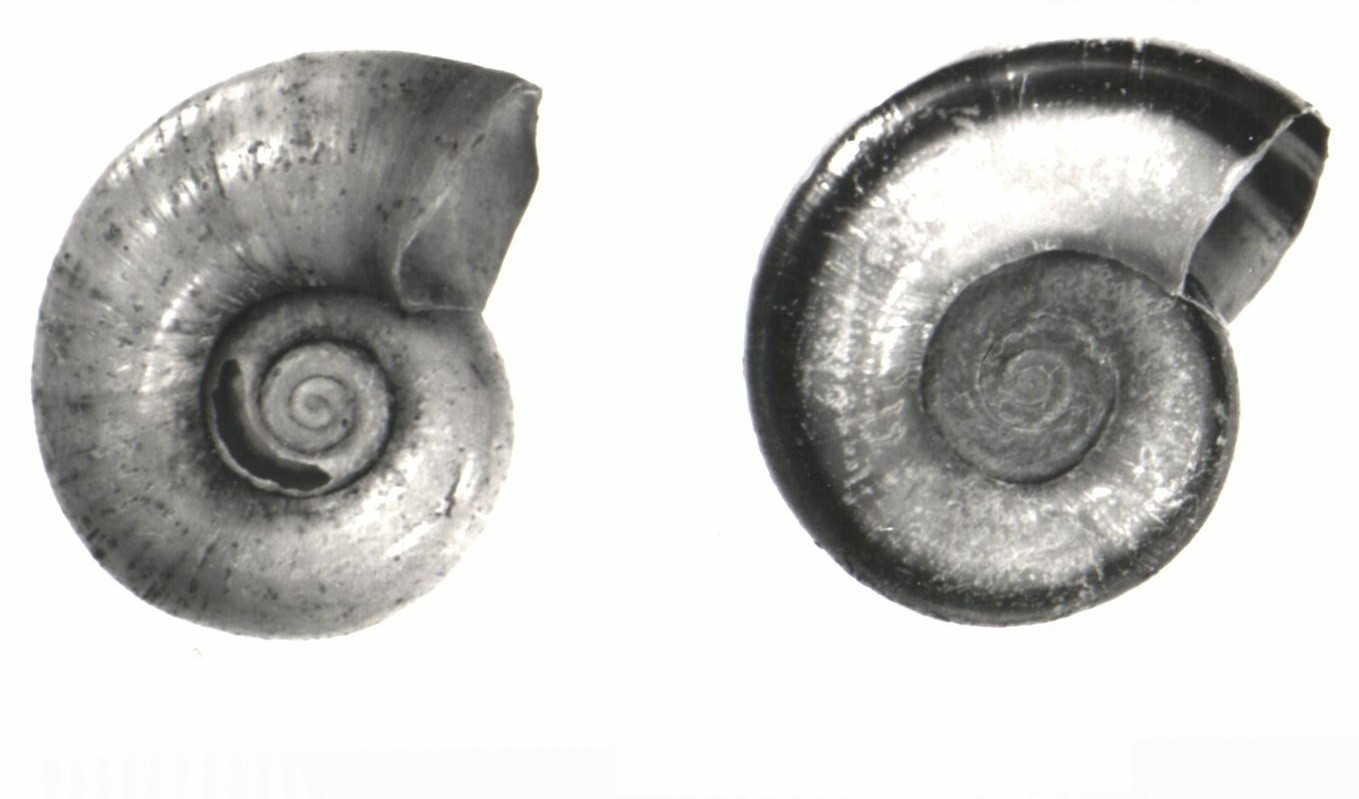
Marisa cornuarietis.

## Morfología general
Marisa cornuarietis es un gastrópodo acuático cuya concha discoidal aplanada (planorbídea) de hasta 56 mm de diámetro, presenta las vueltas convexas y la abertura redondeada u ovoidea, la espira es sumamente baja y por lo general erodada. El opérculo es delgado coriáceo y circular La coloración de la concha puede ser blanco cremoso uniforme o con un patrón de coloración en base de bandas marrones oscuras.
En el cuerpo de la Marisa cornuarietis se pueden observar las siguientes regiones:
- El pie el cual es musculoso y al que está unido el opérculo en su parte dorsal.
- La masa visceral donde se halla el hepatopáncrea, gónadas, aparato digestivo, nefridios y la cavidad pericardial.
- El manto el cual es la membrana que cubre la mitad anterior del cuerpo del animal de color cremosos claro y parcialmente pigmentado de negro, el manto tiene la función de segregar la concha.
- El rostro en el cual se observan dos apéndices tentaculiformes denominados palpos labiales, un par de tentáculos largos, los ojos se localizan en la base de los tentáculos y dos lóbulos bucales plegados conformando el canal dorsal, El canal del lóbulo nucal izquierdo puede cerrarse al unir los bordes para constituir el sifón que lleva aire al pulmón.

Los sexos están separados aunque no existen caracteres externos que permitan diferenciarlos a simple vista, no son hermafroditas, por lo que se precisa de un macho y una hembra para su reproducción.
El Aparato radular (rádula) esta constituidos por una rádula de tipo tenioglosa con una fórmula dentaria 2.L.C.L.2.

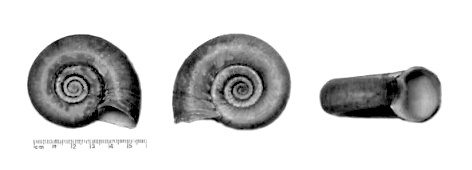
Marisa cornuarietis vista dorsal ventral y lateral.

## Biología y ecología

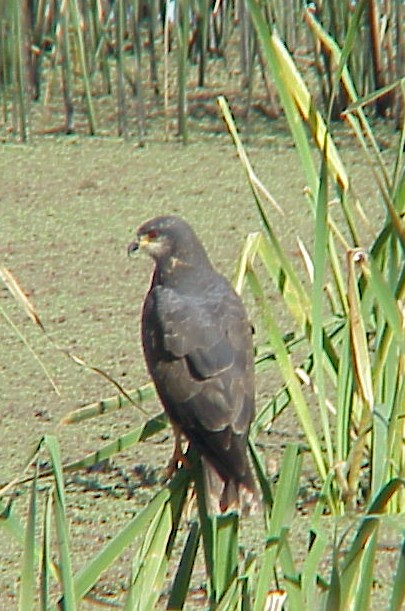
Rhostramus sociabilis principal depredador de Marisa cornuarietis.

Marisa cornuarietis es la única especie del género Marisa, habita en zonas de agua dulce de regiones tropicales y subtropicales del globo terráqueo, comúnmente encontrándose en charcas, pantanos, lagos poco profundos, préstamos (trincheras) sembradíos y canales de riego. Pueden habitar aguas salobres aunque bajo estas condiciones pareciera que no pueden llevar término la reproducción.
Una característica con respecto a otras especies de la familia Ampullariidae es que ponen los huevos bajo el agua, en forma de racimos gelatinosos, transparentes, generalmente sobre las hojas de las plantas. Los huevos de color blanquecino miden de 1-2 mm de diámetro, y están envueltos en una masa gelatinosa.
Esta única especie del género que es nativa del norte de Sudamérica, está caracterizada por su voraz herbívora y consiguiente capacidad destructora de ovimasas y juveniles de caracoles pulmonados de la familia Planorbidae, ha sido ensayada y empleada exitosamente en el control biológico de plantas acuáticas y de la Biomphalaria glabrata, esta última hospedador intermediario del trematodo Schistosoma mansoni, que es el causante de la shistosomiasis.
Marisa cornuarietis cohabita con otras especies de la familia Ampullariidae como son: Pomacea urceus, Pomacea dolioides, Pomacea lineata, Pomacea glauca. Es depredada Marisa Cornuarietis primordialmente por aves silvestres como el carrao (Aramos guarauna) y el gavilán caracolero (Rhostramus sociabilis). Por otra parte diversos autores señalan que esta especies constituye un importante recurso alimenticio en las sabanas del Norte de Sudamérica para una gran diversidad de vertebrados, entre los que se incluyen peces, tortugas, caimanes, cocodrilos y aves.

## Distribución

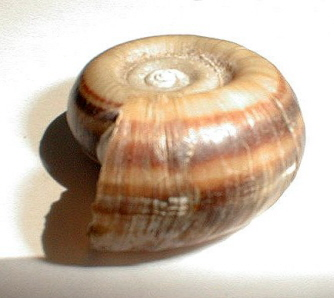
Marisa cornuarietis.

Marisa cornuarietis es un caracol originario de América del Sur y América Central donde se le ha señalado para Honduras, Costa Rica, Panamá, Colombia, Trinidad y Tobago, Guyana, Surinam, Guayana Francesa, Brasil, Venezuela y Argentina. Además ha sido introducida en la península de la Florida ha colonizado la región Sur de los Estados Unidos colindante con el Golfo de México hasta el estado de Texas, en la región del Mar Caribe Cuba, Puerto Rico, Egipto y otras regiones de África y del oeste de la India.